# Lidl-Trek (vrouwenwielerploeg)/2024
Deze pagina geeft een overzicht van de vrouwenwielerploeg Lidl-Trek in 2024.

## Algemeen
Algemeen manager: Luca Guercilena
Ploegleiders: Kim Andersen, Sebastian Andersen, Adriano Baffi, Jeroen Blijlevens, Steven de Jongh, Markel Irizar, Maxime Monfort, Michael Schär, Gregory Rast, Ina-Yoko Teutenberg, Jaroslav Popovytsj, Paolo Slongo, Xabier Zabalo
Fietsmerk: Trek

## Renners

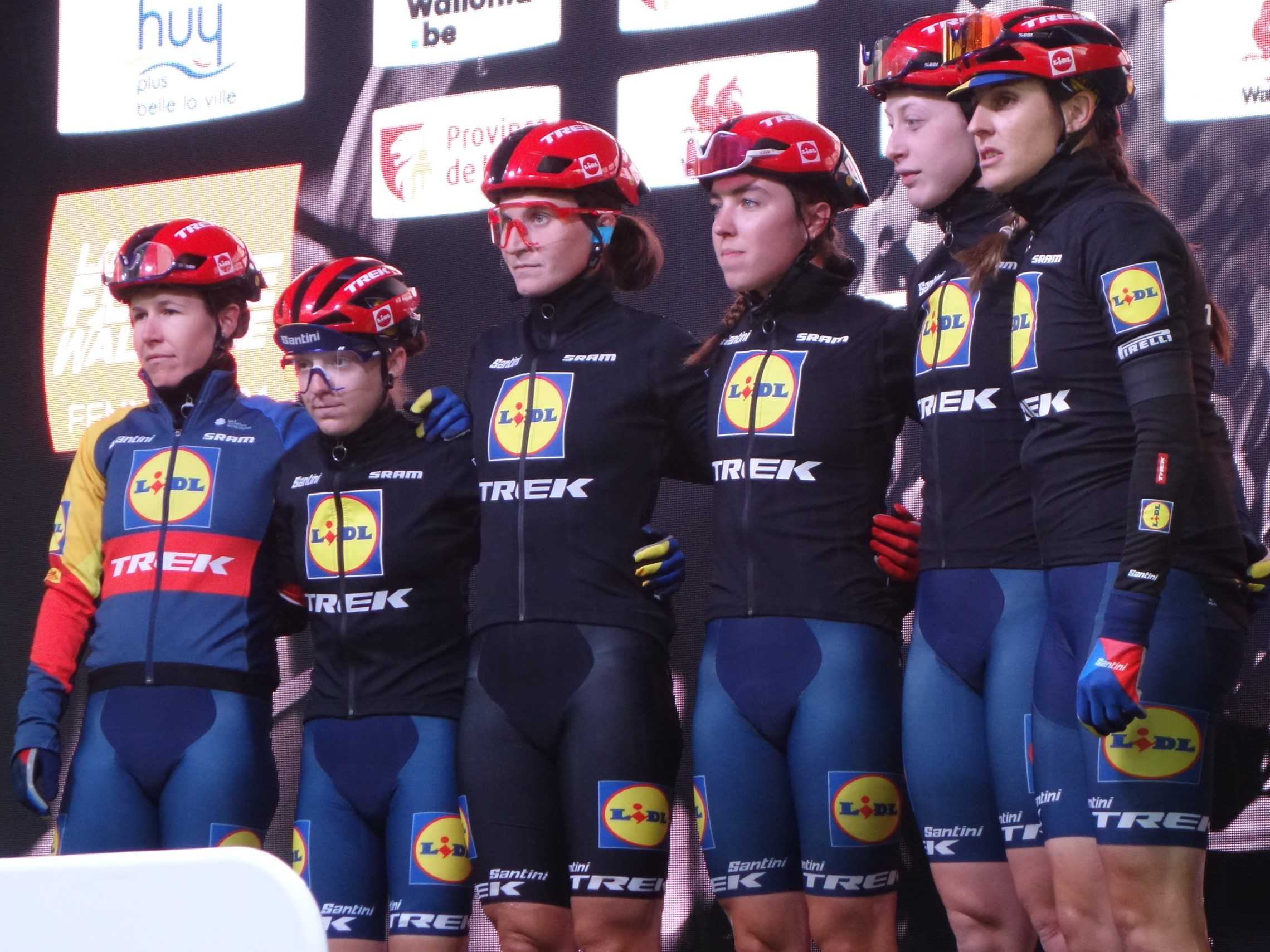
De ploeg in de Waalse Pijl 2024.

| Naam                      | Geboortedatum | Nationaliteit       | Ploeg 2023      |
| ------------------------- | ------------- | ------------------- | --------------- |
| Elynor Bäckstedt          | 06-12-2001    | Verenigd Koninkrijk |                 |
| Elisa Balsamo             | 27-02-1998    | Italië              |                 |
| Lucinda Brand             | 02-07-1989    | Nederland           |                 |
| Brodie Chapman            | 09-04-1991    | Australië           |                 |
| Clara Copponi             | 12-01-1999    | Frankrijk           | FDJ-Suez        |
| Elizabeth Deignan         | 18-12-1988    | Verenigd Koninkrijk |                 |
| Lauretta Hanson           | 29-10-1994    | Australië           |                 |
| Ava Holmgren              | 22-05-2005    | Canada              | -               |
| Isabella Holmgren         | 22-05-2005    | Canada              | -               |
| Lisa Klein                | 15-07-1996    | Duitsland           |                 |
| Elisa Longo Borghini      | 10-12-1991    | Italië              |                 |
| Fleur Moors               | 11-10-2005    | België              | -               |
| Gaia Realini              | 19-06-2001    | Italië              |                 |
| Ilaria Sanguineti         | 15-04-1994    | Italië              |                 |
| Izzy Sharp                | 11-06-2005    | Verenigd Koninkrijk | -               |
| Amanda Spratt             | 17-09-1987    | Australië           |                 |
| Shirin van Anrooij        | 05-02-2002    | Nederland           |                 |
| Ellen van Dijk            | 11-02-1987    | Nederland           |                 |
| Felicity Wilson-Haffenden | 16-07-2005    | Australië           | Team Bridgelane |

### Vertrokken
| Naam         | Geboortedatum | Nationaliteit    | Ploeg 2024 |
| ------------ | ------------- | ---------------- | ---------- |
| Taylor Knibb | 14-02-1998    | Verenigde Staten | ?          |
| Tayler Wiles | 20-07-1989    | Verenigde Staten | Gestopt    |

## Overwinningen
| Nationale kampioenschappen wielrennen Italië - wegrit: Elisa Longo Borghini Setmana Ciclista Valenciana 1e etappe: Elisa Balsamo 4e etappe: Elisa Balsamo Jongerenklassement: Shirin van Anrooij Trofeo Oro in Euro Elisa Longo Borghini Vuelta Extremadura Féminas 3e etappe: Ellen van Dijk Ploegenklassement: *1) Ronde van Normandië 1e etappe (ITT): Ellen van Dijk Trofeo Alfredo Binda-Comune di Cittiglio Elisa Balsamo Classic Brugge-De Panne Elisa Balsamo | Ronde van Vlaanderen Elisa Longo Borghini Brabantse Pijl Elisa Longo Borghini Ronde van Spanje 1e etappe (TTT): *2) Ronde van Burgos Jongerenklassement: Shirin van Anrooij Dwars door het Hageland Lucinda Brand Ronde van Thüringen 4e etappe: Lucinda Brand Jongerenklassement: Shirin van Anrooij Ploegenklassement: *3) Ronde van Italië 1e etappe (ITT): Elisa Longo Borghini Eindklassement: Elisa Longo Borghini | Ronde van Frankrijk Ploegenklassement: *4) Ronde van Romandië 1e etappe: Elisa Balsamo Puntenklassement: Elisa Balsamo Jongerenklassement: Gaia Realini Ronde van Emilia Elisa Longo Borghini |

*1) Ploeg Vuelta Extremadura Féminas: Chapman, I. Holmgren, Moors, Realini, Sharp, van Dijk
*2) Ploeg Ronde van Spanje: Bäckstedt, Chapman, Deignan, Longo Borghini, Realini, Spratt, van Dijk
*3) Ploeg Ronde van Thüringen: Brand, Chapman, Deignan, Klein, van Anrooij
*4) Ploeg Ronde van Frankrijk: Balsamo, Brand, Deignan, Realini, Spratt, van Anrooij, van Dijk
Mannen: 2011 · 2012 · 2013 · 2014 · 2015 · 2016 · 2017 · 2018 · 2019 · 2020 · 2021 · 2022 · 2023 · 2024 · 2025
Vrouwen: 2019 · 2020 · 2021 · 2022 · 2023 · 2024 · 2025
AG Insurance-Soudal · Canyon//SRAM · Ceratizit-WNT Pro Cycling · dsm-firmenich PostNL · FDJ-SUEZ · Fenix-Deceuninck · Human Powered Health · Lidl-Trek · Liv AlUla Jayco · Movistar · Roland · SD Worx-Protime · UAE Team ADQ · Uno-X Mobility · Visma|Lease a Bike